# نظریه احتمال (کتاب)
نظریه احتمال کتابی از عین‌الله پاشا است که در سال ۱۳۸۶ منتشر و در مراسم کتاب سال جمهوری اسلامی ایران به‌عنوان کتاب برگزیده معرفی شد.